# フリンジ・ベネフィット
フリンジ・ベネフィット (英語: fringe benefit) は、企業などが、その役員や従業員などの給与所得者に対し、賃金・給与以外に提供する経済的利益。ただし、明確な定義があるわけではなく、また、欧米と日本ではフリンジ・ベネフィットの捉え方が異なるとされる。
フリンジ・ベネフィットは、給与とは別に従業員のモラルを向上させる手法として意義があると考えられることが多い。かつて日本は、先進諸国の中でもフリンジ・ベネフィットが手厚いとされていたが、企業業績の低迷や労働組合の弱体化でそうした状況は変化しつつあると見られている。

## 原義と訳語
英語の fringe は「布、帯、肩掛けの房のふち飾り」、「ふさ飾り」の意であり、benefit は「利益」「給付」である。給与本体とは別に提供される利益という捉え方から、「付加的給付」、「付加給付」、あるいは、「追加（的）給付」などと訳される。また、給与ではないが利益であることから「経済的利益」、また、しばしば金銭ではなく現物で支給されることから「現物給与」などとも訳されることもある。日本では、「福利厚生費」と同じものと見なすこともある。

## 内容
欧米においては、「年次有給休暇や現物給付、各種サービス」をフリンジ・ベネフィットとするとされる。より具体的には「無償または低額での社宅、食事、カンパニー・カーあるいは福利厚生施設の提供、記念品等の贈呈、年金・保険料等の会社負担」などが例として挙げられる。
日本においては、これに加えて、通勤定期代の支給、制服の供与、社員割引販売、冠婚葬祭の祝い金や見舞金等、社員旅行の費用、さらに出張手当、残業時の食事代などが、フリンジ・ベネフィットの例に挙がり、その会計上の処理によって課税・非課税が分かれることも多い。

## 税制上の位置づけ
フリンジ・ベネフィットは、支払う企業の側から見れば損金算入が認められる場合も多く、他方で受け取る側から見れば課税所得に含まれない場合も多い。日本の場合、「多種多様のフリンジ・ベネフィットの内容、範囲等が国税庁長官が発する所得税基本通達等で定められて」いる。様々なフリンジ・ベネフィットについて詳細な基準が定められているが、こうした現状は租税法律主義の立場などから批判されている。
また、給与が減って、非課税のフリンジ・ベネフィットの比重が拡大すれば、課税対象が縮小して税収減に繋がることから、一部の国々では特にフリンジ・ベネフィットを対象とする税が設けられている場合もある。日本でも、課税の公平の観点からの、非課税対象の見直し論がある。